# Kalākaua
Kalākaua, David La‘amea Kamanakapu‘u Mahinulani Nalaiaehuokalani Lumialani Kalākaua, född 16 november 1836, död 20 januari 1891, var kungariket Hawaiis siste kung (dock inte sista regent då han efterträddes av sin syster Liliʻuokalani). Han regerade öriket från 1874 till 1891.

## Bakgrund
Kalākaua föddes år 1836 och fick namnet David. Hans far hette Caesar Kapaʻakea och hans mor Analea Keohokālole. Både var hövdingar med hög status, och på sin mors sida var Kalākaua besläktad med Keaweaheulu. Keaweaheulu var en närstående vän till Kamehameha den Store som hade hjälpt till honom att erövra hawaiiska öarna i början av 1800-talet. Enligt kungen Kamehameha III var Kalākaua och hans syskon var berättigade tronföljare på grund av sin bakgrund.

## Regeringstid
Efter kungen Lunalilo avled Hawaiis ledande politiker samlades för att rösta in en ny monark. De två möjliga kandidater var Kalākaua och änkedrottningen Emma varav Kalākaua blev invald. Emmas sympatisörer började demonstrera och demonstrationer slogs ned med hjälp av amerikanska och brittiska soldater.
Kungen accepterade inte missionärernas försök att kväva den hawaiiska kulturen utan försökte lyfta dess profil genom att låta skriva ned dem muntliga traditioner. Kalākaua lät utge det muntligt traderade mytologiska kvädet Kumulipo 1889. Kumulipo är en av de viktigaste källorna till hawaiiansk religion. Kalākaua fick titeln munter monark (engelska: The Merrie Monarch). Kalākaua skrev texten till sången Hawaiʻi Ponoʻī som blev först kungariket och sedan delstatens nationalsång. År 1877 öppnade Kalākaua en park i Honolulu där fanns hans personliga samling av fåglar. Senare grundades Honolulu zoo på platsen.
Kalākaua var den förste sittande hawaiiske monark som reste till Washington där han undertecknade ett handelsavtal mellan Hawaii och USA. År 1881 började han sin jordenruntresa som tog två år. Han blev den första statschef som hade rest världen runt. Efter sin resa började Kalākaua byggandet av ‘Iolani-palatset.
År 1887 tvingades Kalākaua att acceptera en ny grundlag. På grund av detta kallas den för bajonettgrundlagen (engelska: Bayonet Constitution). Gruppen som hette Honolulu Riffles tvingade kungen att underteckna den nya grundlagen, och gruppen bestådde mestadels av vita invandrare som krävde att kungen skulle överföra den största delen av den politiska makten från kronan till parlamentet som var nära de vita invandrarnas och plantageägarnas intresse.  Den nya grundlagen gjorde att Hawaiis ursprungsfolk förlorade mark och ökade de vita invandrarnas politiska makt.
År 1890 drabbade kungen samman med parlamentet. Därefter reste han på semester till Kalifornien. Kungen avled på hotellet Palace Hotel i San Francisco den 20 januari 1891. Han är begravd i mausoleet Mauna ‘Ala tillsammans med andra Hawaiis regenter. Kalākauas syster Lili'uokalani blev hans tronföljare.

## Familj och succession
Kalākaua var gift med Kapiolani. Paret fick aldrig egna barn, så Kalākaua nämnde sin bror Leleiohoku som tronföljare. Han hann dock dö före Kalākaua, så den nya tronarvingen blev Lili'uokalani som redan hade fungerat som regent under Kalākauas jordenruntresa.

## Utmärkelser
- Kungliga orden av Kamehameha I (Hawaii, 1867)[14]
- Kungliga orden av Kalākaua (Hawaii, 1874, grundare)[15]
- Kungliga orden av Kapi‘olani (Hawaii, 1880, grundare)[16]
- Kungliga orden av Hawaiis krona (Hawaii, 1882, grundare)[17]
- Kungliga orden av Oceaniens stjärna (Hawaii, 1886, grundare)[18]
- Kungliga Vasaorden (Sverige-Norge, storkors 18 februari 1881)[19]
- Frans Josefsorden (Österrike-Ungern, 1874)[20]
- Röda örns orden (Tyskland, 1878)[21]
- Dannebrogorden (Danmark, 1880)[22]
- Sankt Mikaels och Sankt Georgsorden (Storbritannien, 1881)[23]
- Krysantemumorden (Japan, 1881)[24]

## Galleri

Kalākauas jordenruntresa
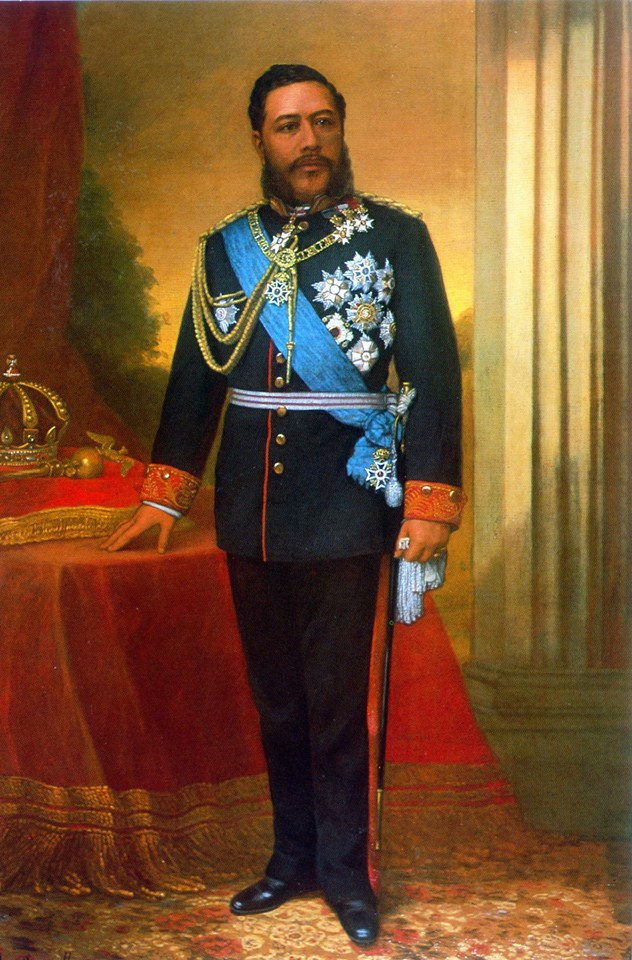
Kalākauas porträtt av William Cogswell
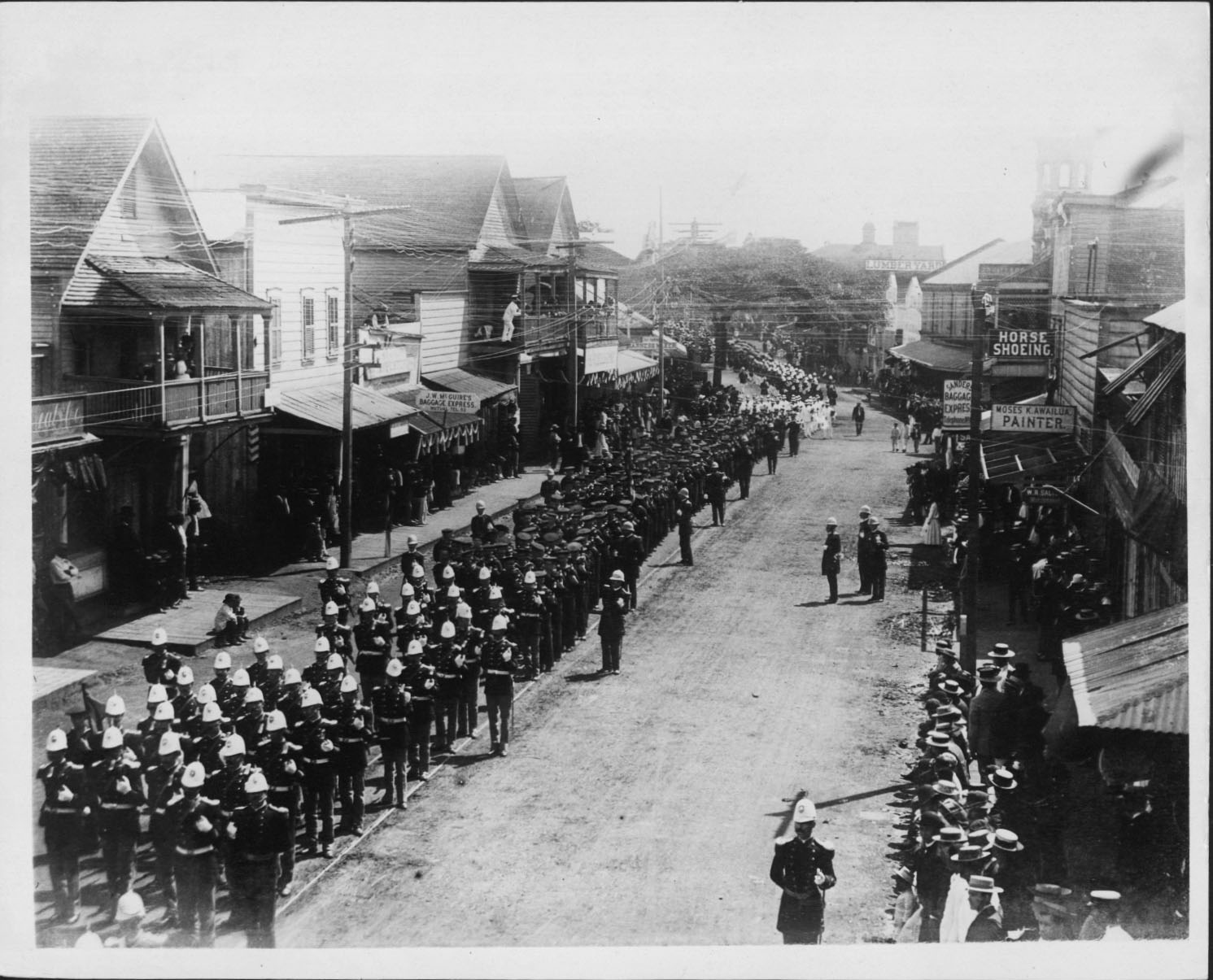
Kalākauas begravningsprocession